# Chauffeur par amour
Pour plus de détails, voir Fiche technique et Distribution.
Chauffeur par amour est un film muet français réalisé par Louis Feuillade, sorti en 1912.

## Fiche technique
- Titre : Chauffeur par amour
- Réalisation : Louis Feuillade
- Scénario : Louis Feuillade
- Société de production : Société des Établissements L. Gaumont
- Société de distribution : Comptoir Ciné-Location (C.C.L.)
- Pays d'origine :  France
- Langue : film muet avec les intertitres en français
- Format : Noir et blanc — 35 mm — 1,33:1 — Muet
- Métrage : 280 mètres (1 bobine)
- Genre : Comédie
- Durée : 9 minutes et 20 secondes
- Dates de sortie : 
  -  France : 1912

## Distribution
- Paul Manson
- Gaston Modot
- René Navarre